# Saison 2023-2024 du Pau FC
Maillots
Dernière mise à jour : 29 avril 2024.
Chronologie
Saison précédente Saison suivante
La saison 2023-2024 du Pau FC est la 65e saison du Pau FC et la quatrième saison consécutive de l'équipe première en championnat de France de football de Ligue 2. Après avoir terminé à la 13e place de Ligue 2 2022-2023, le Pau FC entre en lice en Ligue 2 2023-2024 et en Coupe de France.
Pendant l'intersaison, l'entraîneur Didier Tholot, considéré comme le meilleur de l'histoire du club, fait part de son hésitation à rempiler pour une quatrième saison consécutive.
Le Pau FC entre finalement dans une nouvelle phase avec un nouvel organigramme et une vision claire de l'avenir. Le club cherche à reconstruire et à se structurer afin de consolider sa place en Ligue 2. Avec l'arrivée de Nicolas Usaï en tant qu'entraîneur et de Luis de Sousa en tant que directeur sportif, le club espère atteindre ses objectifs et continuer à se professionnaliser.
Lors de la conférence de presse de début de saison, Bernard Laporte-Fray a souligné la nécessité d'instaurer le changement au sein du club. Il a décidé de reconstruire l'organigramme afin de favoriser les performances de l'équipe. Les valeurs de travail, de reconnaissance et de dignité sont au cœur de cette nouvelle direction. Le choix de Nicolas Usaï, originaire de Marseille, en tant qu'entraîneur principal s'inscrit dans cette volonté de donner plus de structure à l'équipe, sans négliger l'héritage combatif de Tholot.
Pour renforcer davantage la structure, Luis de Sousa a été nommé directeur sportif, un poste qui n'était pas clairement attribué auparavant. Son parcours impressionnant, comprenant des expériences à Marseille, Toulouse, Créteil, Troyes et Saint-Étienne, a convaincu le président palois. Ensemble, Usaï et de Sousa ont pour mission de bâtir une équipe solide et compétente, capable de se maintenir confortablement en dehors de la zone de relégation de la Ligue 2.
La saison s'annonce encore plus difficile avec la présence de quatre clubs relégués de Ligue 1 (Auxerre, Ajaccio, Troyes, Angers) et les désormais habituelles quatre relégations en National. Le maintien reste la priorité absolue pour le Pau FC, alors que Luis de Sousa a reçu des consignes claires de la part de Bernard Laporte-Fray concernant la composition de l'effectif futur, avec au moins seize joueurs de niveau Ligue 2.
Un autre axe de travail important concerne la méthode d'entraînement quotidienne. Bernard Laporte-Fray souhaite une intensification du travail terrain et vidéo. Il est convaincu que le succès passe par le travail, prenant pour exemple l'équipe du Havre AC, qui sans disposer d'une équipe exceptionnelle, a terminé champion de Ligue 2.
Nicolas Usaï pourra compter sur le staff actuellement en place, puisqu'aucun changement notable n'a été annoncé à ce jour. Le président a également exprimé sa volonté de renforcer l'apport des jeunes joueurs, soulignant que le Pau FC était le seul club de Ligue 2 à ne pas avoir fait jouer un jeune pendant plus de dix matchs lors de la saison précédente. Le club prévoit donc de s'appuyer davantage sur son équipe de National 3, en créant notamment un "groupe élite" rassemblant les meilleurs éléments. Des ajustements seront également apportés au staff technique, puisque Benjamin Bertrand (en) n'a pas souhaité terminer la saison précédente, remplacé par Laurent Strzelczak. Bertrand devient l'adjoint de Didier Tholot au FC Sion. Pour la saison 2023-2024, c'est Alexandre Torres qui prend en charge la réserve. Après une préparation estivale peu emballante, le début de championnat du club est satisfaisant sur le plan comptable. Toutefois, en coulisses le club traverse une zone de turbulences avec la mise à l'écart des adjoints Tassali et Torres et les rumeurs de départs au sujet du capitaine Antoine Batisse et du goleador Tico auteur d'un but face aux FCGB, Mayron George.
Concernant le Nouste Camp, le club communique sur le début d'un projet d'accroissement de la capacité d'accueil, qui pourrait être portée à 6000 places assises.

## Tableau des transferts

### Mercato
Pour débuter sa quatrième saison consécutive en Ligue 2, le Pau FC officialise une nouvelle organisation sportive, apportant clarté et vision quant à son objectif de maintien : travailler davantage pendant la semaine pour gagner plus lors des rencontres du week-end. Ce processus de restructuration a été entrepris par Bernard Laporte-Fray, président du club, qui a consacré dix-huit jours à cette tâche complexe.
Durant cette période, deux départs majeurs ont été annoncés : celui de l'entraîneur Didier Tholot, suivi de celui du directeur général Joël Lopez. En contrepartie, trois nouvelles nominations ont été confirmées dans l'organigramme du club. Yann Laporte-Fray, fils de Bernard Laporte-Fray, devient le nouveau directeur général, Luis de Sousa occupe le poste de directeur sportif, et Nicolas Usaï s'installe sur le banc en tant qu'entraîneur.
Recrue médiatique de la saison précédente, Nguyễn Quang Hải quitte le club sans avoir vraiment convaincu. Auteur d'une pige moyenne dans les buts après le départ du gardien titulaire Olliero, Prior n'est pas conservé.
Erwin Koffi, latéral droit emblématique des 3 premières saisons professionnelles du club s'envole pour l'Azerbaïdjan et le Neftchi Bakou, club en lice pour les tours préliminaires de la Ligue Europa Conférence. Son remplaçant annoncé dans la presse, le malien Cheick Traoré n'aurait pas donné satisfaction lors de sa visite médicale. Jovan Nišić, milieu serbe, a également résilié son contrat après 35 matchs et 2 saisons. Son départ survient après un succès probant contre Bordeaux lors de la 1ère journée. Nišić cherchait à obtenir davantage de temps de jeu, mais son comportement et son implication loués par l'entraîneur Usaï ont marqué son passage malgré des blessures.
Enfin, à 3 jours de la fin du mercato, le Pau FC acte le départ d'un joueur apprécié des supporters, puisque Mayron George rejoint le Beitar Jérusalem Football Club.
Après la clôture du mercato, le club signe Tino Costa, qui effectue son second passage au club.
mise à jour: 4 juillet 2023
| Type    | Poste             | Nom                   | Âge | Nat.                                            | Transfert                  | Durée        | Indemnité | Date          | Provenance/Destination                   |
| ------- | ----------------- | --------------------- | --- | ----------------------------------------------- | -------------------------- | ------------ | --------- | ------------- | ---------------------------------------- |
| Arrivée | Défenseur         | Ange Ahoussou         | 19  | Drapeau de la Côte d'Ivoire                     | Transfert                  | 3 ans (2026) | 400 K €   | Mercato d'été | OGC Nice (Ligue 1)                       |
| Arrivée | Défenseur         | Louis Boudin          | 19  | Drapeau de la France                            | Transfert                  |              | 0 €       | Mercato d'été | US Lège-Cap-Ferret (National 3)          |
| Arrivée | Latéral gauche    | Kenji-Van Boto        | 27  | Drapeau de Madagascar                           | Transfert                  | 2 ans (2025) | 0 €       | Mercato d'été | AJ Auxerre (Ligue 2)                     |
| Arrivée | Attaquant         | Khalid Boutaïb        | 36  | Drapeau du Maroc                                | Transfert                  |              | 0 €       | Mercato d'été | Paris FC (Ligue 2)                       |
| Arrivée | Milieu défensif   | Thomas Colléaux (en)  | 18  | Drapeau de la France                            | Transfert                  |              | 0 €       | Mercato d'été | Stade brestois (Ligue 1) rés.            |
| Arrivée | Milieu de terrain | Tino Costa            | 38  | Drapeau de l'Argentine                          | Transfert                  | NC           | 0 €       | Mercato d'été | CD Morón (Primera B Nacional)            |
| Arrivée | Gardien de but    | Bingourou Kamara      | 26  | Drapeau du Sénégal                              | Transfert                  |              | 0 €       | Mercato d'été | Montpellier HSC (Ligue 1)                |
| Arrivée | Attaquant         | Walid Jarmouni (en)   | 23  | Drapeau de la France                            | Retour de prêt             | NC           | 0 €       | Mercato d'été | Paris 13 Atletico (National)             |
| Arrivée | Gardien de but    | Mehdi Jeannin         | 32  | Drapeau de l'Algérie                            | Transfert                  | NC           | 0 €       | Mercato d'été | FC Sochaux (Ligue 2)                     |
| Arrivée | Défenseur         | Ousmane Kanté         | 33  | Drapeau de la Guinée                            | Transfert                  |              | 0 €       | Mercato d'été | Paris FC (Ligue 2)                       |
| Arrivée | Milieu de terrain | Iyad Mohamed          | 19  | Drapeau des Comores                             | Transfert                  |              | 0 €       | Mercato d'été | SM Caen (Ligue 2)                        |
| Arrivée | Milieu de terrain | Louis Mouton          | 21  | Drapeau de la France                            | Prêt (sans option d'achat) |              | 0 €       | Mercato d'été | AS Saint-Étienne (Ligue 2)               |
| Arrivée | Milieu de terrain | Oumar Ngom            | 19  | Drapeau de la Mauritanie                        | Transfert                  |              | 0 €       | Mercato d'été | Chamois niortais (National)              |
| Arrivée | Attaquant         | Yonis Njoh            | 19  | Drapeau de la France                            | Transfert                  |              | 0 €       | Mercato d'été | US Orléans (National) rés.               |
| Arrivée | Latéral gauche    | Johann Obiang         | 30  | Drapeau du Gabon                                | Transfert                  | 2 ans (2025) | 0 €       | Mercato d'été | SM Caen (Ligue 2)                        |
| Arrivée | Milieu de terrain | Lenny Pirringuel      | 19  | Drapeau de la France                            | Prêt (sans option d'achat) |              | NC        | Mercato d'été | Girondins de Bordeaux (Ligue 2)          |
| Arrivée | Attaquant         | Moussa Sylla          | 23  | Drapeau de la France                            | Prêt (option d'achat)      | 1 an (2024)  | NC        | Mercato d'été | SM Caen (Ligue 2)                        |
| Arrivée | Milieu de terrain | Tom Gomes (en)        | 20  | Drapeau de la France                            | Transfert                  | NC           | NC        | Mercato d'été | Nîmes Olympique (National rés.)          |
| Arrivée | Défenseur         | Thérence Koudou       | 18  | Drapeau de la France                            | Prêt (sans option d'achat) | 1 an (2024)  | NC        | Mercato d'été | Stade de Reims (Ligue 1)                 |
| Départ  | Latéral gauche    | Diyaeddine Abzi       | 24  | Drapeau du Canada                               | Prêt (option d'achat)      | 1 an (2024)  | NC        | Mercato d'été | CD Leganés (LaLiga HyperMotion)          |
| Départ  | Attaquant         | Pape Ibnou Ba         | 30  | Drapeau de la Mauritanie                        | Retour de prêt             |              | 0 €       | Mercato d'été | Le Havre AC (Ligue 1)                    |
| Départ  | Attaquant         | Yanis Begraoui        | 21  | Drapeau du Maroc                                | Retour de prêt             |              | 0 €       | Mercato d'été | Toulouse FC (Ligue 1)                    |
| Départ  | Milieu offensif   | Quentin Boisgard      | 26  | Drapeau de la France                            | Retour de prêt             |              | 0 €       | Mercato d'été | FC Lorient (Ligue 1)                     |
| Départ  | Attaquant         | Théo Bouchlarhem (en) | 22  | Drapeau de la France                            | Transfert                  | NC           | NC        | Mercato d'été | FC Sion (Challenge League)               |
| Départ  | Attaquant         | Mayron George         | 29  | Drapeau du Costa Rica                           | Transfert                  | NC           | 300 K€    | Mercato d'été | Beitar Jérusalem (Ligat HaAl)            |
| Départ  | Attaquant         | Walid Jarmouni (en)   | 23  | Drapeau de la France                            | Résiliation de contrat     | 2 ans (2026) | 0 €       | Mercato d'été | Progrès Niederkorn (BGL Ligue)           |
| Départ  | Défenseur         | Erwin Koffi           | 28  | Drapeau de la Côte d'Ivoire                     | Transfert                  | 2 ans (2025) | NC        | Mercato d'été | Neftchi PFK (Premyer Liqası)             |
| Départ  | Milieu de terrain | Paul Méliande (en)    | 21  | Drapeau de la France                            | Fin de contrat             |              | 0 €       | Mercato d'été | FC Libourne (National 2)                 |
| Départ  | Défenseur         | Nathan Monzango       | 22  | Drapeau de la république démocratique du Congo  | Transfert                  |              | 0 €       | Mercato d'été | SO Cholet (National)                     |
| Départ  | Gardien de but    | Massamba Ndiaye       | 21  | Drapeau du Sénégal                              | Transfert                  | 2027 (4 ans) | NC        | Mercato d'été | Clermont Foot (Ligue 1)                  |
| Départ  | Milieu offensif   | Nguyễn Quang Hải      | 26  | Drapeau de la République socialiste du Viêt Nam | Fin de contrat             | 1,5 ans      | 0 €       | Mercato d'été | Hanoï Police FC (V-League)               |
| Départ  | Milieu offensif   | Jovan Nišić           | 25  | Drapeau de la Serbie                            | Résiliation de contrat     |              |           | Mercato d'été | FK Borac Banja Luka (Premijer Liga BiH ) |
| Départ  | Gardien de but    | Jérôme Prior          | 27  | Drapeau de la France                            | Fin de contrat             |              | 0 €       | Mercato d'été | Sans club                                |
| Départ  | Défenseur         | Dagui Paviot          | 21  | Drapeau de la France                            | Transfert                  | 3 ans        | 0 €       | Mercato d'été | Nîmes Olympique (National)               |
| Départ  | Milieu offensif   | Eddy Sylvestre        | 23  | Drapeau de la France                            | Transfert                  | 3 ans        | NC        | Mercato d'été | GF38 (Ligue 2)                           |
| Départ  | Attaquant         | Mohamed Yattara       | 29  | Drapeau de la Guinée                            | Résiliation de contrat     | 0            | 0 €       | Mercato d'été | Ararat-Armenia (Ligue supérieure)        |
| Type    | Poste             | Nom                   | Âge | Nat.                                            | Transfert                  | Durée        | Indemnité | Date          | Provenance/Destination                   |

Âge = âge au moment du transfert; Nat. = nationalité; Date = date ou période du transfert ( = mercato d'été;  = mercato d'hiver)
ArrivéeDépart

### Mercato d'hiver
mise à jour: 17 janvier 2024
| Type    | Poste             | Nom                     | Âge | Nat.                 | Transfert                  | Durée         | Indemnité | Date            | Provenance/Destination                 |
| ------- | ----------------- | ----------------------- | --- | -------------------- | -------------------------- | ------------- | --------- | --------------- | -------------------------------------- |
| Arrivée | Attaquant         | Yanis Begraoui          | 22  | Drapeau du Maroc     | Prêt (sans option d'achat) | 6 mois (2024) | 0 €       | Mercato d'hiver | Toulouse FC (Ligue 1)                  |
| Arrivée | Milieu de terrain | Khalifa Ababacar Sylla  | 18  | Drapeau du Sénégal   | Tranfert                   | NC            | NC        | Mercato d'hiver | CNEPS Excellence (Ligue 2)             |
| Arrivée | Défenseur         | Jordy Gaspar            | 26  | Drapeau de la France | Tranfert                   | NC            | NC        | Mercato d'hiver | Grenoble Foot 38 (Ligue 2)             |
| Arrivée | Milieu de terrain | Massiré Sylla           | 19  | Drapeau du Sénégal   | Tranfert                   | NC            | NC        | Mercato d'hiver | Diambars FC (Ligue 1)                  |
| Arrivée | Attaquant         | Adel Lembezat (en)      | 25  | Drapeau de la France | Tranfert                   | NC            | NC        | Mercato d'hiver | Le Puy Football 43 Auvergne (National) |
| Départ  | Milieu de terrain | Lenny Pirringuel        | 19  | Drapeau de la France | Retour de Prêt             |               | NC        | Mercato d'hiver | Bordeaux (Ligue 2)                     |
| Départ  | Attaquant         | Pape Massar Djitte (en) | 20  | Drapeau du Sénégal   | Prêt (sans option d'achat) | 6 mois (2024) | NC        | Mercato d'hiver | UF Mâcon (National 2)                  |
| Départ  | Défenseur         | Antoine Batisse         | 29  | Drapeau de la France | Transfert                  | NC            | NC        | Mercato d'hiver | Quevilly (Ligue 2)                     |
| Départ  | Défenseur         | Thérence Koudou         | 19  | Drapeau de la France | Retour de Prêt             |               | NC        | Mercato d'hiver | Reims (Ligue 1)                        |
| Type    | Poste             | Nom                     | Âge | Nat.                 | Transfert                  | Durée         | Indemnité | Date            | Provenance/Destination                 |

Âge = âge au moment du transfert; Nat. = nationalité; Date = date ou période du transfert ( = mercato d'été;  = mercato d'hiver)
ArrivéeDépart

## Effectif professionnel actuel
En grisé, les sélections de joueurs internationaux chez les jeunes mais n'ayant jamais été appelés aux échelons supérieurs une fois l'âge-limite dépassé ou les joueurs ayant pris leur retraite internationale.

## Avant-saison

### Amicaux
La préparation d'avant-saison s'avère compliquée. Ce début de saison poussif génère des interrogations chez Christian Sempé, journaliste de La République des Pyrénées connu pour sa connaissance du club. Le manque de créativité et de rythme sont notamment pointés du doigt, alors que Luis De Sousa, nouveau directeur sportif fraichement nommé, cherche toujours 3 renforts, afin de renforcer chaque ligne : un latéral droit, un meneur de jeu et un ailier.

Durant sa préparation, le Pau FC, après un nul inaugural face à Bordeaux, s'incline face à Niort, Ajaccio et Rodez avant de se séparer sur un score vierge avec Bergerac au Nouste Camp.

## Ligue 2 2023-2024
La Ligue 2 est la 85e édition du Championnat de France de football de deuxième division. La division oppose vingt clubs en une série de trente-huit rencontres. C'est la quatrième saison consécutive du Pau FC à ce niveau.
Le Pau FC réalise une excellente première moitié de saison en Ligue 2, occupant la quatrième place en Décembre. Cependant, malgré les performances sportives, le club fait face à d'importantes difficultés liées à leurs conditions d'entraînement. L'engazonnement du terrain d'entraînement est problématique, provoquant des risques physiques pour les joueurs. En raison de ces problèmes, l'équipe s'entraîne sur un terrain synthétique, ce qui a occasionné d'importantes séries de blessures musculaires, affectant plusieurs joueurs clés. Cette aire de jeu impraticable a un impact sur l'organisation des entraînements, puisqu'il s'avère impossible d'intégrer l'équipe réserve aux séances du groupe professionnel. De plus, la répétition des entraînements sur le synthétique perturbe la planification habituelle des séances et peut entraîner une fatigue légitime pour les joueurs et le staff.
La direction du club, consciente de ces problèmes, tente de remédier à la situation en effectuant des travaux sur le terrain. L'idéal serait de remplacer l'aire de jeu par une pelouse hybride, similaire à celle du Nouste Camp, mais le coût de l'opération (800 000€) est un obstacle. Face à ces défis, la patience des dirigeants du Pau FC est mise à l'épreuve, et Nicolas Usaï trouve de plus en plus difficile de composer avec cette situation.
À la trêve hivernale, le Pau FC est 5e au classement avec la 2e attaque et la 19e défense. C'est le meilleur classement du club depuis l'accession en Ligue 2. 

### Calendrier
| 1re journée             | Pau FC                                       | 3 - 0 | Girondins de Bordeaux | | |
| Lundi 7 août 2023 20:45 | Saivet 17e · Mayron George 19e · Boutaïb 79e |       |                       | Nouste Camp, Pau Spectateurs : 3 546 Diffuseur : beIN Sports 1 Vidéo du match Arbitrage : Karim Abed | Nouste Camp, Pau Spectateurs : 3 546 Diffuseur : beIN Sports 1 Vidéo du match Arbitrage : Karim Abed |
| Lundi 7 août 2023 20:45 | Rapport                                      |       |                       | Nouste Camp, Pau Spectateurs : 3 546 Diffuseur : beIN Sports 1 Vidéo du match Arbitrage : Karim Abed | Nouste Camp, Pau Spectateurs : 3 546 Diffuseur : beIN Sports 1 Vidéo du match Arbitrage : Karim Abed |

| 2e journée                | Stade Malherbe Caen             | 2 - 0   | Pau FC            | | |
| Samedi 12 août 2023 19:00 | Daubin 38e · Mendy 45+3e (pen.) |         |                   | Stade Michel-d'Ornano, Caen Spectateurs : 15 168 Diffuseur : Prime Video (multiplex) Vidéo du match Arbitrage : Ahmed Taleb | Stade Michel-d'Ornano, Caen Spectateurs : 15 168 Diffuseur : Prime Video (multiplex) Vidéo du match Arbitrage : Ahmed Taleb |
| Samedi 12 août 2023 19:00 |                                 | Rapport | Ousmane Kanté 58e | Stade Michel-d'Ornano, Caen Spectateurs : 15 168 Diffuseur : Prime Video (multiplex) Vidéo du match Arbitrage : Ahmed Taleb | Stade Michel-d'Ornano, Caen Spectateurs : 15 168 Diffuseur : Prime Video (multiplex) Vidéo du match Arbitrage : Ahmed Taleb |

| 3e journée                | Pau FC                     | 2 - 0 | Paris FC | | |
| Samedi 19 août 2023 19:00 | Beusnard 37e · Boutaïb 62e |       |          | Nouste Camp, Pau Spectateurs : 2 846 Diffuseur : Prime Video (multiplex) Vidéo du match Arbitrage : Rémi Landry | Nouste Camp, Pau Spectateurs : 2 846 Diffuseur : Prime Video (multiplex) Vidéo du match Arbitrage : Rémi Landry |
| Samedi 19 août 2023 19:00 | Rapport                    |       |          | Nouste Camp, Pau Spectateurs : 2 846 Diffuseur : Prime Video (multiplex) Vidéo du match Arbitrage : Rémi Landry | Nouste Camp, Pau Spectateurs : 2 846 Diffuseur : Prime Video (multiplex) Vidéo du match Arbitrage : Rémi Landry |

| 4e journée                | EA Guingamp | 4 - 0   | Pau FC |                                                                 |                                                                 |
| Samedi 26 août 2023 19h00 | ( El Ouazzani) Sidibé 17e · ( Ndour) Gomis 38e · ( El Ouazzani) Sagna 51e · ( Luvambo) Sivis 89e                                                                          |         | | Stade de Roudourou, Guingamp Spectateurs : 6 629 Vidéo du match | Stade de Roudourou, Guingamp Spectateurs : 6 629 Vidéo du match |
| Samedi 26 août 2023 19h00 | Sidibé 35e · Gomis 42e · Ndour 82e | Rapport | 39e Kamara · 90+4e Sylla · | Stade de Roudourou, Guingamp Spectateurs : 6 629 Vidéo du match | Stade de Roudourou, Guingamp Spectateurs : 6 629 Vidéo du match |
| Samedi 26 août 2023 19h00 | Basilio – Gomis, Ndour ( 88e Iglesias), Riou, Sivis – Louiserre, Sidibé ( 70e Luvambo), Merghem ( 88e Manceau) – El Ouazzani ( 88e Siwe), Sagna ( 70e Courtet), Guillaume | Équipes | Kamara – Kouassi ( 63e Pirringuel), Batisse, Kanté, Obiang ( 77e Ahoussou), Ruiz ( 77e Boto) – D'Almeida, Sylla, Louis Mouton – George ( 63e Boutaïb), Degert ( 63e Yonis Njoh) | Stade de Roudourou, Guingamp Spectateurs : 6 629 Vidéo du match | Stade de Roudourou, Guingamp Spectateurs : 6 629 Vidéo du match |

| 5e journée                    | Pau FC                                              | 2 - 2   | Rodez AF                             | | |
| Samedi 2 septembre 2023 19:00 | ( Louis Mouton) Sylla 29e · ( Boto) Sylla 45+5e     |         | Haag 63e · Danger 90+7e (pen.)       | Nouste Camp, Pau Spectateurs : 2 731 Diffuseur : Prime Video (multiplex) Vidéo du match Arbitrage : Marc Bolangier | Nouste Camp, Pau Spectateurs : 2 731 Diffuseur : Prime Video (multiplex) Vidéo du match Arbitrage : Marc Bolangier |
| Samedi 2 septembre 2023 19:00 | Sylla 22e · Ruiz 37e · Obiang 90+5e · Batisse 90+8e | Rapport | Haag 55e · Danger 75e · Depres 90+2e | Nouste Camp, Pau Spectateurs : 2 731 Diffuseur : Prime Video (multiplex) Vidéo du match Arbitrage : Marc Bolangier | Nouste Camp, Pau Spectateurs : 2 731 Diffuseur : Prime Video (multiplex) Vidéo du match Arbitrage : Marc Bolangier |

| 6e journée                     | AJ Auxerre                   | 2 - 2   | Pau FC                               | | |
| Samedi 16 septembre 2023 19:00 | Hein 13e · Onaiwu 84e        |         | Ruiz 23e · Sylla 58e                 | Stade de l'Abbé-Deschamps, Auxerre Spectateurs : 13 254 Diffuseur : Prime Video (multiplex) Vidéo du match Arbitrage : Nicolas Rainville | Stade de l'Abbé-Deschamps, Auxerre Spectateurs : 13 254 Diffuseur : Prime Video (multiplex) Vidéo du match Arbitrage : Nicolas Rainville |
| Samedi 16 septembre 2023 19:00 | Pellenard 53e · Jubal Jr 86e | Rapport | Saivet 64e · Kamara 86e · Boto 90+5e | Stade de l'Abbé-Deschamps, Auxerre Spectateurs : 13 254 Diffuseur : Prime Video (multiplex) Vidéo du match Arbitrage : Nicolas Rainville | Stade de l'Abbé-Deschamps, Auxerre Spectateurs : 13 254 Diffuseur : Prime Video (multiplex) Vidéo du match Arbitrage : Nicolas Rainville |

| 7e journée                     | Pau FC                                                            | 0 - 3   | FC Annecy                              | | |
| Samedi 23 septembre 2023 19:00 |                                                                   |         | Larose 44e · Caddy 45+4e · Mouanga 59e | Nouste Camp, Pau Spectateurs : 2 896 Diffuseur : Prime Video (multiplex) Vidéo du match Arbitrage : Benjamin Lepaysant | Nouste Camp, Pau Spectateurs : 2 896 Diffuseur : Prime Video (multiplex) Vidéo du match Arbitrage : Benjamin Lepaysant |
| Samedi 23 septembre 2023 19:00 | d'Almeida 14e · Batisse 20e · Koudou 58e · Ruiz 78e · Chahiri 81e | Rapport | Adeline 37e                            | Nouste Camp, Pau Spectateurs : 2 896 Diffuseur : Prime Video (multiplex) Vidéo du match Arbitrage : Benjamin Lepaysant | Nouste Camp, Pau Spectateurs : 2 896 Diffuseur : Prime Video (multiplex) Vidéo du match Arbitrage : Benjamin Lepaysant |

| 8e journée                    | SC Bastia | 1 - 4 | Pau FC                                                             | | |
| Mardi 26 septembre 2023 20:45 | Conte 62e |       | ( Boto) Saivet 26e · Bassouamina 56e · Saivet 26e · Yonis Njoh 82e | Stade Armand-Cesari, Bastia Spectateurs : 9 846 Diffuseur : Prime Video (multiplex) Vidéo du match Arbitrage : Karim Abed | Stade Armand-Cesari, Bastia Spectateurs : 9 846 Diffuseur : Prime Video (multiplex) Vidéo du match Arbitrage : Karim Abed |
| Mardi 26 septembre 2023 20:45 | Rapport   |       |                                                                    | Stade Armand-Cesari, Bastia Spectateurs : 9 846 Diffuseur : Prime Video (multiplex) Vidéo du match Arbitrage : Karim Abed | Stade Armand-Cesari, Bastia Spectateurs : 9 846 Diffuseur : Prime Video (multiplex) Vidéo du match Arbitrage : Karim Abed |

| 9e journée                     | Pau FC            | 1 - 0 | Amiens SC | | |
| Samedi 30 septembre 2023 19:00 | Saivet 21e (pen.) |       |           | Nouste Camp, Pau Spectateurs : 2 845 Diffuseur : Prime Video (multiplex) Vidéo du match Arbitrage : Antoine Valnet | Nouste Camp, Pau Spectateurs : 2 845 Diffuseur : Prime Video (multiplex) Vidéo du match Arbitrage : Antoine Valnet |
| Samedi 30 septembre 2023 19:00 | Rapport           |       |           | Nouste Camp, Pau Spectateurs : 2 845 Diffuseur : Prime Video (multiplex) Vidéo du match Arbitrage : Antoine Valnet | Nouste Camp, Pau Spectateurs : 2 845 Diffuseur : Prime Video (multiplex) Vidéo du match Arbitrage : Antoine Valnet |

| 10e journée                 | US Quevilly Rouen                   | 2 - 2 | Pau FC              | | |
| Samedi 7 octobre 2023 19:00 | Soumano 37e · Delaurier-Chaubet 86e |       | Bassouamina 9e (68) | Stade Robert-Diochon, Le Petit-Quevilly Spectateurs : 2 828 Diffuseur : Prime Video (multiplex) Vidéo du match Arbitrage : Abdelatif Kherradji | Stade Robert-Diochon, Le Petit-Quevilly Spectateurs : 2 828 Diffuseur : Prime Video (multiplex) Vidéo du match Arbitrage : Abdelatif Kherradji |
| Samedi 7 octobre 2023 19:00 | Rapport                             |       |                     | Stade Robert-Diochon, Le Petit-Quevilly Spectateurs : 2 828 Diffuseur : Prime Video (multiplex) Vidéo du match Arbitrage : Abdelatif Kherradji | Stade Robert-Diochon, Le Petit-Quevilly Spectateurs : 2 828 Diffuseur : Prime Video (multiplex) Vidéo du match Arbitrage : Abdelatif Kherradji |

| 11e journée                  | AC Ajaccio                 | 2 - 0 | Pau FC | | |
| Samedi 21 octobre 2023 19:00 | Touzghar 52e · Mangani 63e |       |        | Stade François Coty, Ajaccio Spectateurs : 4 179 Diffuseur : Prime Video (multiplex) Vidéo du match Arbitrage : Aurélien Petit | Stade François Coty, Ajaccio Spectateurs : 4 179 Diffuseur : Prime Video (multiplex) Vidéo du match Arbitrage : Aurélien Petit |
| Samedi 21 octobre 2023 19:00 | Rapport                    |       |        | Stade François Coty, Ajaccio Spectateurs : 4 179 Diffuseur : Prime Video (multiplex) Vidéo du match Arbitrage : Aurélien Petit | Stade François Coty, Ajaccio Spectateurs : 4 179 Diffuseur : Prime Video (multiplex) Vidéo du match Arbitrage : Aurélien Petit |

| 12e journée                  | Pau FC                                     | 3 - 2 | Grenoble Foot 38  | | |
| Samedi 28 octobre 2023 19:00 | Bassouamina 23e · Boutaïb 82e · Boli 90+1e |       | Meïssa Ba 9e (59) | Nouste Camp, Pau Spectateurs : 3 256 Diffuseur : Prime Video (multiplex) Vidéo du match Arbitrage : Benjamin Lepaysant | Nouste Camp, Pau Spectateurs : 3 256 Diffuseur : Prime Video (multiplex) Vidéo du match Arbitrage : Benjamin Lepaysant |
| Samedi 28 octobre 2023 19:00 | Rapport                                    |       |                   | Nouste Camp, Pau Spectateurs : 3 256 Diffuseur : Prime Video (multiplex) Vidéo du match Arbitrage : Benjamin Lepaysant | Nouste Camp, Pau Spectateurs : 3 256 Diffuseur : Prime Video (multiplex) Vidéo du match Arbitrage : Benjamin Lepaysant |

| 13e journée                   | US Concarneau | 1 - 2 | Pau FC                             | | |
| Samedi 28 novembre 2023 19:00 | Merdji 62e    |       | Jannez 30e (csc) · Bassouamina 46e | Stade de Roudourou,Guingamp Spectateurs : 690 Diffuseur : Prime Video Vidéo du match Arbitrage : Mikael Lesage | Stade de Roudourou,Guingamp Spectateurs : 690 Diffuseur : Prime Video Vidéo du match Arbitrage : Mikael Lesage |
| Samedi 28 novembre 2023 19:00 |               |       |                                    | Stade de Roudourou,Guingamp Spectateurs : 690 Diffuseur : Prime Video Vidéo du match Arbitrage : Mikael Lesage | Stade de Roudourou,Guingamp Spectateurs : 690 Diffuseur : Prime Video Vidéo du match Arbitrage : Mikael Lesage |

| 14e journée                   | Pau FC                                         | 4 - 4 | Angers SCO                                             | | |
| Samedi 11 novembre 2023 19:00 | Bassouamina 2e · Boutaïb 30e 90+5e · Sylla 63e |       | Diony 20e · Lopy 48e · Abdelli 59e (pen.) · Bahoya 89e | Nouste Camp, Pau Spectateurs : 3 162 Diffuseur : Prime Video (multiplex) Vidéo du match Arbitrage : Mickaël Leleu | Nouste Camp, Pau Spectateurs : 3 162 Diffuseur : Prime Video (multiplex) Vidéo du match Arbitrage : Mickaël Leleu |
| Samedi 11 novembre 2023 19:00 | Rapport                                        |       |                                                        | Nouste Camp, Pau Spectateurs : 3 162 Diffuseur : Prime Video (multiplex) Vidéo du match Arbitrage : Mickaël Leleu | Nouste Camp, Pau Spectateurs : 3 162 Diffuseur : Prime Video (multiplex) Vidéo du match Arbitrage : Mickaël Leleu |

| 15e journée                   | AS Saint-Étienne | 1 - 2 | Pau FC                            | | |
| Samedi 25 novembre 2023 15:00 | Charbonnier 10e  |       | Saivet 74e (pen.) · d'Almeida 78e | Stade Geoffroy-Guichard, Saint-Étienne Spectateurs : 21 709 Diffuseur : beIN Sports 1 Vidéo du match Arbitrage : Faouzi Benchabane | Stade Geoffroy-Guichard, Saint-Étienne Spectateurs : 21 709 Diffuseur : beIN Sports 1 Vidéo du match Arbitrage : Faouzi Benchabane |
| Samedi 25 novembre 2023 15:00 | Rapport          |       |                                   | Stade Geoffroy-Guichard, Saint-Étienne Spectateurs : 21 709 Diffuseur : beIN Sports 1 Vidéo du match Arbitrage : Faouzi Benchabane | Stade Geoffroy-Guichard, Saint-Étienne Spectateurs : 21 709 Diffuseur : beIN Sports 1 Vidéo du match Arbitrage : Faouzi Benchabane |

| 16e journée                  | Pau FC    | 1 - 1 | USL Dunkerque       | | |
| Samedi 2 décembre 2023 19:00 | Saivet 5e |       | Baghdadi 50e (pen.) | Nouste Camp, Pau Spectateurs : 3 404 Diffuseur : Prime Video (multiplex) Vidéo du match Arbitrage : Guillaume Paradis | Nouste Camp, Pau Spectateurs : 3 404 Diffuseur : Prime Video (multiplex) Vidéo du match Arbitrage : Guillaume Paradis |
| Samedi 2 décembre 2023 19:00 | Rapport   |       |                     | Nouste Camp, Pau Spectateurs : 3 404 Diffuseur : Prime Video (multiplex) Vidéo du match Arbitrage : Guillaume Paradis | Nouste Camp, Pau Spectateurs : 3 404 Diffuseur : Prime Video (multiplex) Vidéo du match Arbitrage : Guillaume Paradis |

| 17e journée                 | Pau FC                                     | 3 - 1 | Valenciennes FC | | |
| Mardi 5 décembre 2023 20:45 | Sylla 45+3e 90e · ( Sylla) Bassouamina 72e |       | Venema 48e      | Nouste Camp, Pau Spectateurs : 3 139 Diffuseur : Prime Video (multiplex) Vidéo du match Arbitrage : Abdelatif Kherradji | Nouste Camp, Pau Spectateurs : 3 139 Diffuseur : Prime Video (multiplex) Vidéo du match Arbitrage : Abdelatif Kherradji |
| Mardi 5 décembre 2023 20:45 | Rapport                                    |       |                 | Nouste Camp, Pau Spectateurs : 3 139 Diffuseur : Prime Video (multiplex) Vidéo du match Arbitrage : Abdelatif Kherradji | Nouste Camp, Pau Spectateurs : 3 139 Diffuseur : Prime Video (multiplex) Vidéo du match Arbitrage : Abdelatif Kherradji |

| 18e journée                   | Stade lavallois  | 1 - 1 | Pau FC    | | |
| Samedi 16 décembre 2023 19:00 | Amin Cherni) 52e |       | Sylla 64e | Stade Francis-Le-Basser, Laval Spectateurs : 6 550 Diffuseur : Prime Video (multiplex) Vidéo du match Arbitrage : Benjamin Lepaysant | Stade Francis-Le-Basser, Laval Spectateurs : 6 550 Diffuseur : Prime Video (multiplex) Vidéo du match Arbitrage : Benjamin Lepaysant |
| Samedi 16 décembre 2023 19:00 | Rapport          |       |           | Stade Francis-Le-Basser, Laval Spectateurs : 6 550 Diffuseur : Prime Video (multiplex) Vidéo du match Arbitrage : Benjamin Lepaysant | Stade Francis-Le-Basser, Laval Spectateurs : 6 550 Diffuseur : Prime Video (multiplex) Vidéo du match Arbitrage : Benjamin Lepaysant |

| 19e journée                  | Pau FC    | 1 - 1 | ESTAC Troyes | | |
| Mardi 19 décembre 2023 20:45 | Sylla 88e |       | Saïd 56e     | Nouste Camp, Pau Spectateurs : 3 153 Diffuseur : Prime Video (multiplex) Vidéo du match Arbitrage : Azzedine Souifi | Nouste Camp, Pau Spectateurs : 3 153 Diffuseur : Prime Video (multiplex) Vidéo du match Arbitrage : Azzedine Souifi |
| Mardi 19 décembre 2023 20:45 | Rapport   |       |              | Nouste Camp, Pau Spectateurs : 3 153 Diffuseur : Prime Video (multiplex) Vidéo du match Arbitrage : Azzedine Souifi | Nouste Camp, Pau Spectateurs : 3 153 Diffuseur : Prime Video (multiplex) Vidéo du match Arbitrage : Azzedine Souifi |

| 20e journée                  | Rodez AF                       | 2 - 1 | Pau FC           | | |
| Samedi 13 janvier 2024 19:00 | Abdallah 53e · Younoussa 90+5e |       | Sylla 88e (pen.) | Stade Paul Lignon, Rodez Spectateurs : 2 913 Diffuseur : Prime Video (multiplex) Vidéo du match Arbitrage : Mikaël Lesage | Stade Paul Lignon, Rodez Spectateurs : 2 913 Diffuseur : Prime Video (multiplex) Vidéo du match Arbitrage : Mikaël Lesage |
| Samedi 13 janvier 2024 19:00 | Rapport                        |       |                  | Stade Paul Lignon, Rodez Spectateurs : 2 913 Diffuseur : Prime Video (multiplex) Vidéo du match Arbitrage : Mikaël Lesage | Stade Paul Lignon, Rodez Spectateurs : 2 913 Diffuseur : Prime Video (multiplex) Vidéo du match Arbitrage : Mikaël Lesage |

| Journée 21                  | Pau FC  | 0 - 1   | AS Saint-Étienne | | |
| Mardi 23 janvier 2024 20:45 |         | (0 - 1) | 38e Chambost     | Nouste Camp, Pau Spectateurs : 3 524 Diffuseur : beIN Sports 1 Vidéo du match Arbitrage : Éric Wattelier | Nouste Camp, Pau Spectateurs : 3 524 Diffuseur : beIN Sports 1 Vidéo du match Arbitrage : Éric Wattelier |
| Mardi 23 janvier 2024 20:45 | Rapport |         |                  | Nouste Camp, Pau Spectateurs : 3 524 Diffuseur : beIN Sports 1 Vidéo du match Arbitrage : Éric Wattelier | Nouste Camp, Pau Spectateurs : 3 524 Diffuseur : beIN Sports 1 Vidéo du match Arbitrage : Éric Wattelier |

| 22e journée                  | FC Annecy | 0 - 0 | Pau FC | | |
| Samedi 27 janvier 2024 19:00 |           |       |        | Parc des Sports d'Annecy, Annecy Spectateurs : 3 497 Diffuseur : Prime Video (multiplex) Vidéo du match Arbitrage : Abdelatif Kherradji | Parc des Sports d'Annecy, Annecy Spectateurs : 3 497 Diffuseur : Prime Video (multiplex) Vidéo du match Arbitrage : Abdelatif Kherradji |
| Samedi 27 janvier 2024 19:00 | Rapport   |       |        | Parc des Sports d'Annecy, Annecy Spectateurs : 3 497 Diffuseur : Prime Video (multiplex) Vidéo du match Arbitrage : Abdelatif Kherradji | Parc des Sports d'Annecy, Annecy Spectateurs : 3 497 Diffuseur : Prime Video (multiplex) Vidéo du match Arbitrage : Abdelatif Kherradji |

| 23e journée                 | Pau FC          | 2 - 2   | AJ Auxerre                      | | |
| Samedi 3 février 2024 19:00 | Boutaïb 40e 49e | (1 - 1) | Onaiwu 2e · Jubal Jr 64e (pen.) | Nouste Camp, Pau Spectateurs : 3 703 Diffuseur : Prime Video (multiplex) Vidéo du match Arbitrage : Mickaël Leleu | Nouste Camp, Pau Spectateurs : 3 703 Diffuseur : Prime Video (multiplex) Vidéo du match Arbitrage : Mickaël Leleu |
| Samedi 3 février 2024 19:00 | Kouassi 39e     | Rapport | Mensah 84e · Léon 90+7e         | Nouste Camp, Pau Spectateurs : 3 703 Diffuseur : Prime Video (multiplex) Vidéo du match Arbitrage : Mickaël Leleu | Nouste Camp, Pau Spectateurs : 3 703 Diffuseur : Prime Video (multiplex) Vidéo du match Arbitrage : Mickaël Leleu |

| 24e journée                  | Paris FC   | 1 - 1 | Pau FC          | | |
| Samedi 10 février 2024 19:00 | Koré 90+5e |       | Bassouamina 53e | Stade Charléty, Paris Spectateurs : 3 429 Diffuseur : Prime Video (multiplex) Vidéo du match Arbitrage : Mikaël Lesage | Stade Charléty, Paris Spectateurs : 3 429 Diffuseur : Prime Video (multiplex) Vidéo du match Arbitrage : Mikaël Lesage |
| Samedi 10 février 2024 19:00 | Rapport    |       |                 | Stade Charléty, Paris Spectateurs : 3 429 Diffuseur : Prime Video (multiplex) Vidéo du match Arbitrage : Mikaël Lesage | Stade Charléty, Paris Spectateurs : 3 429 Diffuseur : Prime Video (multiplex) Vidéo du match Arbitrage : Mikaël Lesage |

| 25e journée            | Pau FC  | 2 - 0 | US Quevilly Rouen         | | |
| Samedi 17 février 2024 |         |       | Coulibaly 5e, Camara 24e, | Nouste Camp, Pau Spectateurs : 3 087 Diffuseur : Prime Video (multiplex) Vidéo du match Arbitrage : Guillaume Paradis | Nouste Camp, Pau Spectateurs : 3 087 Diffuseur : Prime Video (multiplex) Vidéo du match Arbitrage : Guillaume Paradis |
| Samedi 17 février 2024 | Rapport |       |                           | Nouste Camp, Pau Spectateurs : 3 087 Diffuseur : Prime Video (multiplex) Vidéo du match Arbitrage : Guillaume Paradis | Nouste Camp, Pau Spectateurs : 3 087 Diffuseur : Prime Video (multiplex) Vidéo du match Arbitrage : Guillaume Paradis |

| 26e journée                  | Grenoble Foot 38 | 0 – 1 | Pau FC   | | |
| Samedi 24 février 2024 19:00 |                  |       | Sylla 5e | Stade des Alpes, Grenoble Spectateurs : 5 700 Diffuseur : Prime Video (multiplex) Vidéo du match Arbitrage : Stéphanie Frappart | Stade des Alpes, Grenoble Spectateurs : 5 700 Diffuseur : Prime Video (multiplex) Vidéo du match Arbitrage : Stéphanie Frappart |
| Samedi 24 février 2024 19:00 | Rapport          |       |          | Stade des Alpes, Grenoble Spectateurs : 5 700 Diffuseur : Prime Video (multiplex) Vidéo du match Arbitrage : Stéphanie Frappart | Stade des Alpes, Grenoble Spectateurs : 5 700 Diffuseur : Prime Video (multiplex) Vidéo du match Arbitrage : Stéphanie Frappart |

| 27e journée              | Pau FC               | 2 – 3 | Stade Malherbe Caen                 | | |
| Samedi 2 mars 2024 19:00 | Boli 71e, Ngom 90+1e |       | Mendy 31e, Kyeremeh 69e, Salama 85e | Nouste Camp, Pau Spectateurs : 3 068 Diffuseur : Prime Video (multiplex) Vidéo du match Arbitrage : Thierry Bouillé | Nouste Camp, Pau Spectateurs : 3 068 Diffuseur : Prime Video (multiplex) Vidéo du match Arbitrage : Thierry Bouillé |
| Samedi 2 mars 2024 19:00 | Rapport              |       |                                     | Nouste Camp, Pau Spectateurs : 3 068 Diffuseur : Prime Video (multiplex) Vidéo du match Arbitrage : Thierry Bouillé | Nouste Camp, Pau Spectateurs : 3 068 Diffuseur : Prime Video (multiplex) Vidéo du match Arbitrage : Thierry Bouillé |

| 28e journée              | USL Dunkerque | 1 - 0   | Pau FC                | | |
| Samedi 9 mars 2024 19:00 | Baghdadi 50e  | (0 - 0) |                       | Stade Marcel-Tribut, Dunkerque Spectateurs : 3 495 Diffuseur : Prime Video (multiplex) Vidéo du match Arbitrage : Aurélien Petit | Stade Marcel-Tribut, Dunkerque Spectateurs : 3 495 Diffuseur : Prime Video (multiplex) Vidéo du match Arbitrage : Aurélien Petit |
| Samedi 9 mars 2024 19:00 | Bilingi 38e   | Rapport | Saivet 38e · Boto 86e | Stade Marcel-Tribut, Dunkerque Spectateurs : 3 495 Diffuseur : Prime Video (multiplex) Vidéo du match Arbitrage : Aurélien Petit | Stade Marcel-Tribut, Dunkerque Spectateurs : 3 495 Diffuseur : Prime Video (multiplex) Vidéo du match Arbitrage : Aurélien Petit |

| Journée 29                | Pau FC                    | 2 - 0   | US Concarneau                              | | |
| Samedi 16 mars 2024 19:00 | Saivet 53e · Begraoui 74e | (0 - 0) |                                            | Nouste Camp, Pau Spectateurs : 3 036 Diffuseur : Prime Video (multiplex) Vidéo du match Arbitrage : Nicolas Rainville | Nouste Camp, Pau Spectateurs : 3 036 Diffuseur : Prime Video (multiplex) Vidéo du match Arbitrage : Nicolas Rainville |
| Samedi 16 mars 2024 19:00 | Ahoussou 17e              | Rapport | 3e Faussurier · 63e Rodrigues · 86e Lebeau | Nouste Camp, Pau Spectateurs : 3 036 Diffuseur : Prime Video (multiplex) Vidéo du match Arbitrage : Nicolas Rainville | Nouste Camp, Pau Spectateurs : 3 036 Diffuseur : Prime Video (multiplex) Vidéo du match Arbitrage : Nicolas Rainville |

| 30e journée         | Amiens SC               | 0 – 3 | Pau FC                             | | |
| Samedi 30 mars 2024 | Mafouta 18e, Kakuta 53e |       | Boutaïb 56e, Saivet 60e, Sylla 75e | Stade de la Licorne, Amiens Spectateurs : 5 915 Diffuseur : Prime Video (multiplex) Arbitrage : Ahmed TALEB | Stade de la Licorne, Amiens Spectateurs : 5 915 Diffuseur : Prime Video (multiplex) Arbitrage : Ahmed TALEB |
| Samedi 30 mars 2024 |                         |       |                                    | Stade de la Licorne, Amiens Spectateurs : 5 915 Diffuseur : Prime Video (multiplex) Arbitrage : Ahmed TALEB | Stade de la Licorne, Amiens Spectateurs : 5 915 Diffuseur : Prime Video (multiplex) Arbitrage : Ahmed TALEB |

| 31e journée               | Pau FC       | 1 – 1 | AC Ajaccio | | |
| Samedi 6 avril 2024 19:00 | Ahoussou 23e |       | Mangani 6e | Nouste Camp, Pau Spectateurs : 3 285 Diffuseur : Prime Video (multiplex) Arbitrage : Mickaël LELEU | Nouste Camp, Pau Spectateurs : 3 285 Diffuseur : Prime Video (multiplex) Arbitrage : Mickaël LELEU |
| Samedi 6 avril 2024 19:00 |              |       |            | Nouste Camp, Pau Spectateurs : 3 285 Diffuseur : Prime Video (multiplex) Arbitrage : Mickaël LELEU | Nouste Camp, Pau Spectateurs : 3 285 Diffuseur : Prime Video (multiplex) Arbitrage : Mickaël LELEU |

| 32e journée          | Valenciennes FC | 1 – 4 | Pau FC                                          | | |
| Samedi 13 avril 2024 | Foe-Ondoa 80e   |       | Boutaïb 7e, Ruiz 45+2e, Sylla 64e, Begraoui 82e | Stade du Hainaut, Valenciennes Spectateurs : 6 242 Diffuseur : Prime Video (multiplex) Arbitrage : Jérémie PIGNARD | Stade du Hainaut, Valenciennes Spectateurs : 6 242 Diffuseur : Prime Video (multiplex) Arbitrage : Jérémie PIGNARD |
| Samedi 13 avril 2024 |                 |       |                                                 | Stade du Hainaut, Valenciennes Spectateurs : 6 242 Diffuseur : Prime Video (multiplex) Arbitrage : Jérémie PIGNARD | Stade du Hainaut, Valenciennes Spectateurs : 6 242 Diffuseur : Prime Video (multiplex) Arbitrage : Jérémie PIGNARD |

| 33e journée                | Pau FC                      | 3 – 0 | Stade lavallois | | |
| Samedi 20 avril 2024 19:00 | Sylla 3e, 32e, Beusnard 65e |       |                 | Nouste Camp, Pau Spectateurs : 3 516 Diffuseur : Prime Video (multiplex) Arbitrage : Azzédine SOUIFI | Nouste Camp, Pau Spectateurs : 3 516 Diffuseur : Prime Video (multiplex) Arbitrage : Azzédine SOUIFI |
| Samedi 20 avril 2024 19:00 |                             |       |                 | Nouste Camp, Pau Spectateurs : 3 516 Diffuseur : Prime Video (multiplex) Arbitrage : Azzédine SOUIFI | Nouste Camp, Pau Spectateurs : 3 516 Diffuseur : Prime Video (multiplex) Arbitrage : Azzédine SOUIFI |

| 34e journée               | ESTAC Troyes      | 2 – 2 | Pau FC                      | | |
| Mardi 23 avril 2024 20:45 | Dong 73e, Diop 3e |       | Boli 17e, Bassouamina 90+1e | Stade de l'Aube, Troyes Spectateurs : 5 767 Diffuseur : Prime Video (multiplex) Arbitrage : Guillaume PARADIS | Stade de l'Aube, Troyes Spectateurs : 5 767 Diffuseur : Prime Video (multiplex) Arbitrage : Guillaume PARADIS |
| Mardi 23 avril 2024 20:45 |                   |       |                             | Stade de l'Aube, Troyes Spectateurs : 5 767 Diffuseur : Prime Video (multiplex) Arbitrage : Guillaume PARADIS | Stade de l'Aube, Troyes Spectateurs : 5 767 Diffuseur : Prime Video (multiplex) Arbitrage : Guillaume PARADIS |

| 35e journée                | Pau FC            | 1 – 2 | EA Guingamp                    | | |
| Samedi 27 avril 2024 19:00 | Bassouamina 90+2e |       | Picard 15e, Gaspar 90+3e (csc) | Nouste Camp, Pau Spectateurs : 3 482 Diffuseur : Prime Video (multiplex) Arbitrage : Antoine Valnet | Nouste Camp, Pau Spectateurs : 3 482 Diffuseur : Prime Video (multiplex) Arbitrage : Antoine Valnet |
| Samedi 27 avril 2024 19:00 |                   |       |                                | Nouste Camp, Pau Spectateurs : 3 482 Diffuseur : Prime Video (multiplex) Arbitrage : Antoine Valnet | Nouste Camp, Pau Spectateurs : 3 482 Diffuseur : Prime Video (multiplex) Arbitrage : Antoine Valnet |

| 36e journée       | Angers SCO | – | Pau FC |                            |                            |
| Samedi 4 mai 2024 |            |   |        | Stade Raymond-Kopa, Angers | Stade Raymond-Kopa, Angers |

| 37e journée        | Pau FC | – | SC Bastia |                  |                  |
| Samedi 11 mai 2024 |        |   |           | Nouste Camp, Pau | Nouste Camp, Pau |

| 38e journée        | Girondins de Bordeaux | – | Pau FC |                             |                             |
| Samedi 18 mai 2024 |                       |   |        | Matmut Atlantique, Bordeaux | Matmut Atlantique, Bordeaux |

### Classement
| Rang | Équipe                | Pts | J  | G  | N  | P  | Bp | Bc | Diff | Promotion ou relégation      |
| ---- | --------------------- | --- | -- | -- | -- | -- | -- | -- | ---- | ---------------------------- |
| 8    | Amiens SC             | 53  | 38 | 12 | 17 | 9  | 36 | 36 | 0    |                              |
| 9    | EA Guingamp           | 51  | 38 | 13 | 12 | 13 | 44 | 40 | +4   |                              |
| 10   | Pau FC                | 51  | 38 | 13 | 12 | 13 | 60 | 57 | +3   |                              |
| 11   | Grenoble Foot 38      | 51  | 38 | 13 | 12 | 13 | 43 | 44 | −1   |                              |
| 12   | Girondins de Bordeaux | 50  | 38 | 14 | 9  | 15 | 50 | 52 | −2   | Rétrogradation en National 2 |

1. ↑  Retrait de 1 points.

### Affluence
Affluence du Pau FC au Nouste Camp

## Coupe de France
Le Pau Football Club entre en lice en 7e tour se déroulant le samedi 18 novembre 2023.
| 7e tour                             | FC Chauray (N3) | 0 - 1   | Pau FC     |                                                                       |                                                                       |
| Samedi 18 novembre 2023 19 h 00 CET |                 | (0 - 1) | Mouton 22e | Stade Municipal, Chauray Spectateurs : 1 500 Arbitrage : Pierre Legat | Stade Municipal, Chauray Spectateurs : 1 500 Arbitrage : Pierre Legat |
| Samedi 18 novembre 2023 19 h 00 CET | Rapport         |         |            | Stade Municipal, Chauray Spectateurs : 1 500 Arbitrage : Pierre Legat | Stade Municipal, Chauray Spectateurs : 1 500 Arbitrage : Pierre Legat |

| 8e tour                               | JS Coulaines      | 1 - 5   | Pau FC                                                              |                                                                         |                                                                         |
| Dimanche 10 décembre 2023 14 h 00 CET | Bouba Yansane 82e | (0 - 2) | Mouton 5e · Thérence Koudou 19e · Boutaïb 59e, 67e · Yonis Njoh 65e | Stade André-Conty, Coulaines Spectateurs : 1 500 Arbitrage : Léo Beulet | Stade André-Conty, Coulaines Spectateurs : 1 500 Arbitrage : Léo Beulet |
| Dimanche 10 décembre 2023 14 h 00 CET | 88e Ilan Thébert  | Rapport | 39e Oumar Ngom                                                      | Stade André-Conty, Coulaines Spectateurs : 1 500 Arbitrage : Léo Beulet | Stade André-Conty, Coulaines Spectateurs : 1 500 Arbitrage : Léo Beulet |

| 32e finale                          | Pau FC (L2) | 1 - 4   | FC Nantes (L1)                                   |                                                                                                  |                                                                                                  |
| Vendredi 5 janvier 2024 18 h 00 CET | Sylla (15e) | (1 - 0) | Mollet (49e), Kadewere (80e), (83e), Bamba (88e) | Nouste Camp, Pau Spectateurs : 3 753 Diffuseur : beIN Sports 1 (ℳ) Arbitrage : Pierre Gaillouste | Nouste Camp, Pau Spectateurs : 3 753 Diffuseur : beIN Sports 1 (ℳ) Arbitrage : Pierre Gaillouste |
| Vendredi 5 janvier 2024 18 h 00 CET | Rapport     |         |                                                  | Nouste Camp, Pau Spectateurs : 3 753 Diffuseur : beIN Sports 1 (ℳ) Arbitrage : Pierre Gaillouste | Nouste Camp, Pau Spectateurs : 3 753 Diffuseur : beIN Sports 1 (ℳ) Arbitrage : Pierre Gaillouste |